# Айдаралиев, Искендербек Рысбекович
Искендербек Рысбекович Айдаралиев (13 ноября 1955, с. Жаны-Базар, Чаткальский район, Жалал-Абадская область) — кыргызский политик и государственный деятель.

## Биография
1978 — инженер-конструктор Пржевальского электро-технического завода, мастер, инструктор, заведующий социально-экономического отдела Пржевальского горкома Компартии, председатель городского комитета народного контроля, г. Каракол Иссык-Кульской области.
1990—1991 — заведующий отделом Иссык-Кульского областного кенеша народных депутатов, г. Каракол.
1991—1993 — заместитель заведующего Иссык-Кульского облфинуправления, г. Каракол.
1993—1996 — заведующий городским финансовым отделом г. Каракол Иссык-Кульской области.
1996—1998 — первый заместитель главы горадминистрации г. Каракол Иссык-Кульской области.
1998—1999 — первый заместитель главы Ак-Суйской районной госадминистрации.
1999—2002 — глава Таласской районной государственной администрации,
2002 — январь 2006 — глава Таласской областной госадминистрации, губернатор.
2006 — глава Жалалабатской областной госадминистрации, губернатор.
27 ноября 2007 г. — указом президента КР К. Бакиева назначен исполняющим обязанности первого вице-премьер-министра и премьера министра Кыргызской республики.
27 декабря 2007г- указам президента КР назначен первым вице-премьер министром КР.
20 января 2009г.- указом президента КР назначен министром сельского хозяйство КР.
Государственный Советник второго класса.
Заслуженный работник местного самоуправления КР.
Депутат Каракольского городского Кенеша двух созывов.
Директор Федерации органического движения «Bio-KG».